# Бакмане, Кристина
Кристина Бакмане (латыш. Kristīne Bakmane; 23 ноября 1897, Смилтене — 3 декабря 1925, Рига) — латвийский бизнесмен и общественный деятель. Участница Латвийского женского корпуса помощи. Была замужем за Зигфридом Анной Мейеровицем. Первая и единственная владелица частной мастерской по производству самолетов в Латвии.

## Биография
Родилась 23 ноября 1897 в Смилтене в семье помощника управляющего имением. Детство провела в деревне. Окончила школу в Риге. Проходила обучение в школе коммерции Вила Олава. Карьеру начинала на фабрике по производству пробок «Orķina korķu fabrikas». После смерти владельца фабрики унаследовала его компанию, преобразовав фабрику в новое предприятие «Christine Backman Company».
В 1919 году вступила в Латвийский женский корпус помощи. Занималась главным образом открытием зарубежных отделений Корпуса. При посредничестве Кристины Бакмане Латвийский женский корпус помощи открыл филиалы в Хельсинки и в Таллине.
В 1924 году обвенчались с Зигфридом Анной Мейеровицем.
В 1925 году компания Christine Backman Company открыла Авиационный отдел. Проект кредитовал Union банк.
22 августа 1925 года З. А. Мейеровиц погиб в автомобильной аварии недалеко от Тукумса. Детей у супругов не было. Кристина Бакмане тяжело переживала смерть мужа и 3 декабря 1925 года совершила самоубийство, выстрелив себе в сердце. 7 декабря была похоронена рядом с мужем на Лесном кладбище.